# تخم بلوط سفلي (مقاطعة تشرداول)
تخم بلوط سفلي (بالفارسية: تخم بلوط سفلی) هي قرية تقع في قسم هليلان الريفي في إيران. يقدر عدد سكانها بـ 468 نسمة .